# Interaktiv Säkerhet
Interaktiv Säkerhet är det företag som modererar de flesta nationella tidningars kommentarsfält i Sverige, men även Sveriges television, Sveriges radio, och TV4 samt norska tidningen VG anlitar dem.
Omkring 40 anställda hanterar mellan 5,000 och 10,000 kommentarer varje dag efter en tvådagarskurs om lagar och mediaetik.
Både SVT och tidningarna Ångermanland allehanda och Örnsköldsviks allehanda har reagerat på att Interaktiv säkerhet har modererat bort läsarkommentarer med kritik som kunde vara obekväm för företagen.

## Historia
Företaget bildades 2006.

## Organisation
Interaktiv Säkerhet i Norden AB är ett helägt dotterbolag till Körberg Schottenius Partners AB.